# 高登艾美獎
高登艾美獎由高登討論區會員自發舉辦及參與，目的為表揚精彩的電視節目及表現優良的電視演員。
獎項名稱取材自美國著名的電視工業頒獎禮艾美獎，但跟美國的艾美獎沒有關係。
第一屆高登艾美獎於2015年舉行，由高登會員以一人一票方式選出「最佳劇集」、「最佳男主角」、「最佳女主角」、「最佳男配角」及「最佳女配角」各獎項。雖然候選單位包括於2014年11月19日至2015年4月21日期間於香港電視（HKTV）及無綫電視（TVB）首播的多個電視節目，不過最終得獎單位全部屬於HKTV。

## 得獎名單
| 第一屆「高登艾美獎」（2015） | 第一屆「高登艾美獎」（2015） | 第一屆「高登艾美獎」（2015）   | 第一屆「高登艾美獎」（2015） | 第一屆「高登艾美獎」（2015） |
| 最佳劇集                     | 最佳男主角                   | 最佳女主角                     | 最佳男配角                   | 最佳女配角                   |
| ---------------------------- | ---------------------------- | ------------------------------ | ---------------------------- | ---------------------------- |
| 《導火新聞線》 （HKTV）      | 廖啟智 《選戰》 （HKTV）     | 周家怡 《導火新聞線》 （HKTV） | 陸駿光 《大眾情性》 （HKTV） | 唐寧 《警界線》 （HKTV）     |

## 相關
- 觀眾在民間電視大奬
- 香港電視大獎